# Eugagrella simaluris
Eugagrella simaluris is een hooiwagen uit de familie Sclerosomatidae.